# Pliensbach
Pliensbach je časová jednotka v geologických vědách, označující geologický věk (chronologická jednotka) a stupeň (stratigrafická jednotka) v období spodní jury. K roku 2025 je toto období v dějinách planety Země datováno na 192,9 ± 0,3 – 184,2 ± 0,3 milionu let před současností. Jedná se tedy o období dlouhé přibližně 8,7 milionu let, což odpovídá dlouhým věkům/stupním druhohorní éry. Tomuto třetímu nejstaršímu jurskému stupni předchází stupeň sinemur a následuje po něm stupeň toark.

## Historie

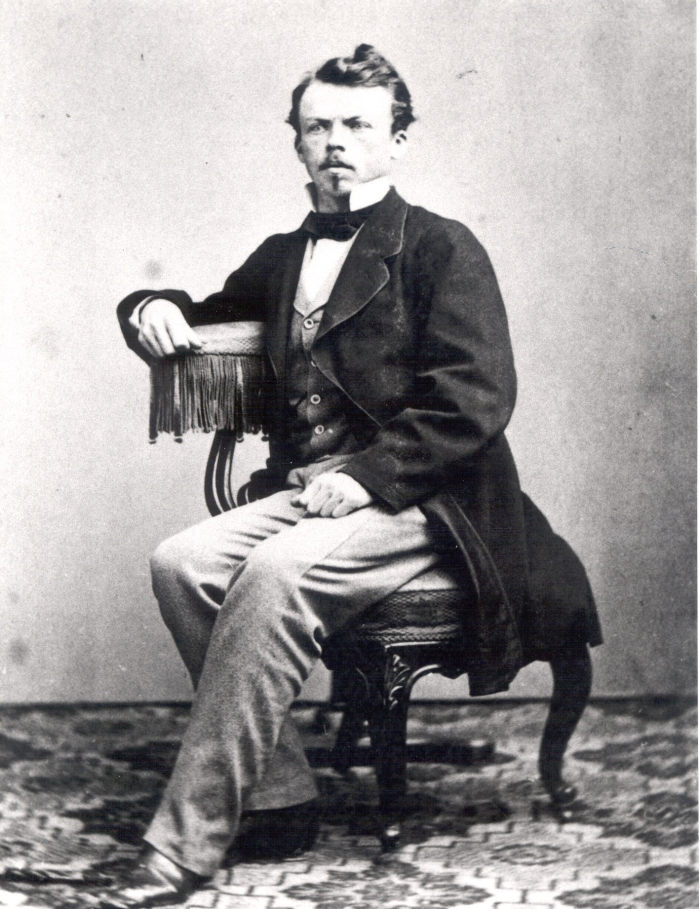
Německý paleontolog Albert Oppel (1831–1865), který v roce 1858 definoval období pliensbachu.

Název pliensbach definoval a zavedl roku 1858 německý paleontolog Albert Oppel. Název vychází ze jména německé obce Pliensbach, ležící nedaleko distriktu Göpingen v Bádensko-Württembersku. Spodní hranicí (bází) tohoto období ve stratigrafickém pojetí je první výskyt amonita druhu Bifericeras donovani a rodů Apoderoceras a Gleviceras. Svrchní pak ohraničuje první výskyt amonita rodu Eodactylites. Globální referenční profil pro bázi tohoto období se nachází u Wine Haven v obci Robin Hood's Bay v anglickém hrabství Yorkshire.

## Fauna

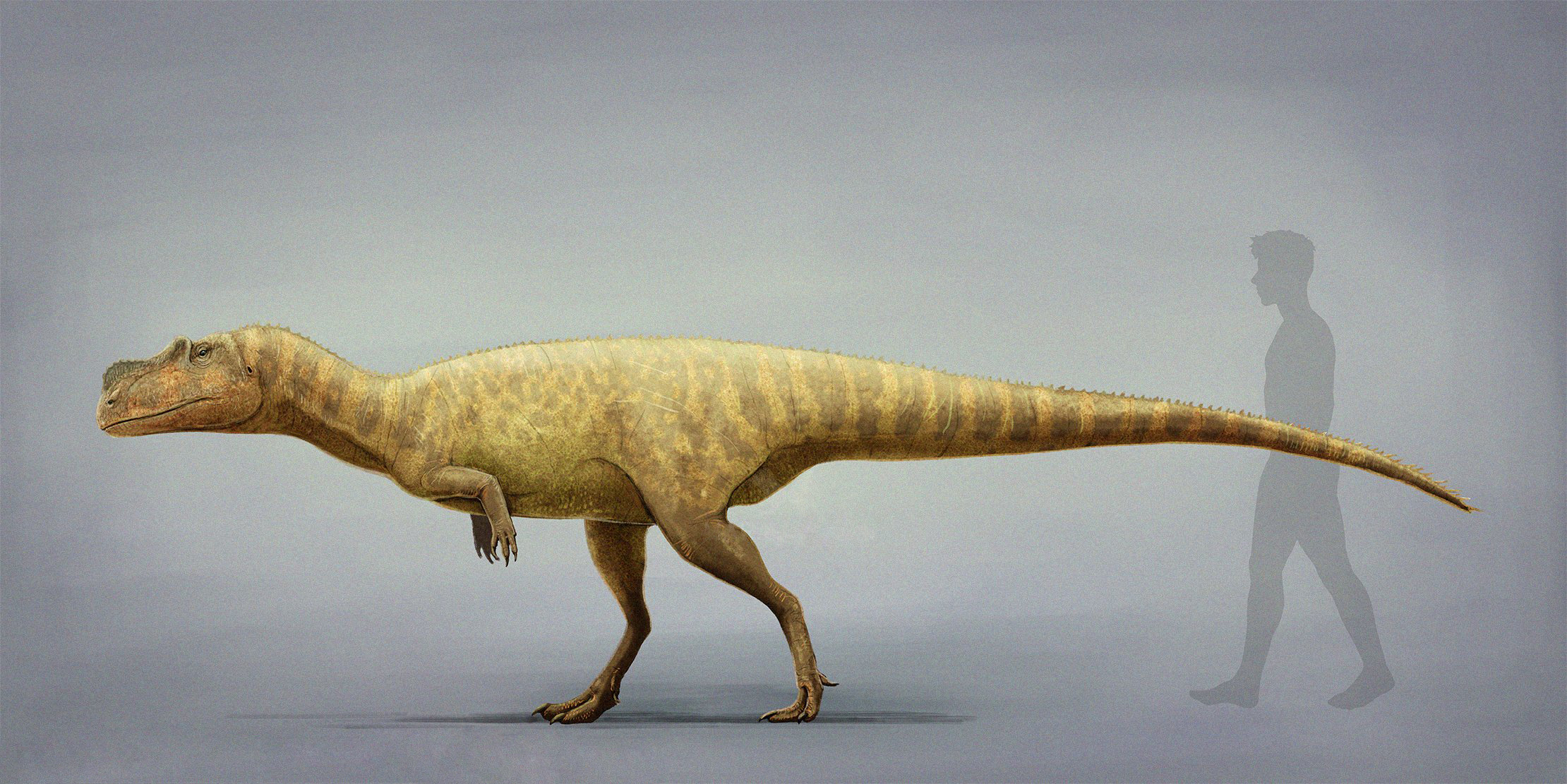
Rekonstrukce vzezření marockého teropoda rodu Berberosaurus.

Na souších byli v této době již zcela dominantní skupinou obratlovců dinosauři. V Evropě patří k významným geologickým formacím z tohoto období Posidonia Shale, v němž se dochovaly především fosilie bezobratlých a mořských obratlovců. Nalezeny však byly i fosilie pterosaurů (rody Campylognathoides a Dorygnathus) a dinosaurů (například rody Ohmdenosaurus a Emausaurus). V polském souvrství Drzewica byly zase objeveny početné ichnofosilie (otisky stop) různých dinosauřích ichnotaxonů (jako Eubrontes, Grallator, Anomoepus, Parabrontopodus ad.). V Antarktidě spadá do tohoto období souvrství Hanson, v něm byly objeveny i fosilie dinosaurů, zejména rodů Cryolophosaurus a Glacialisaurus. V Číně sem spadá například souvrství Feng-ťia-che s dinosaury rodů Shuangbaisaurus, Irisosaurus, Yimenosaurus ad. Indické souvrství Kota zase vydalo fosilie sauropodů rodu Barapasaurus a Kotasaurus. V Maroku byly v rámci geologické skupiny Tafraout objeveny například rody Berberosaurus a Tazoudasaurus. Severní Amerika může nabídnout například souvrství Navajo Sandstone, z kterého známe třeba i dinosaury rodu Seitaad, Ammosaurus a Segisaurus.